# یونیپل‌سای
یونیپل‌سای (انگلیسی: UnipolSai) شرکت بیمه ایتالیایی است، که در سال ۲۰۱۴ تأسیس شد.